# Driven to Kill - Guidato per uccidere
Driven to Kill - Guidato per uccidere (Driven to Kill), noto anche come Ruslan, è un film direct-to-video del 2009 diretto da Jeff King, con protagonista Steven Seagal.

## Trama
Ruslan Drachev è uno scrittore di thriller e anche ex mafioso russo, separato dalla moglie, con un oscuro passato nella mafia russa. Un giorno viene contattato dalla sua ex moglie che gli comunica che la figlia sta per sposarsi con il figlio di un noto criminale. Invitato al matrimonio, Ruslan apprende con sgomento che qualcuno ha aggredito la figlia, che è in coma in ospedale, e la sua ex moglie è stata uccisa. Accordandosi coi medici e con la polizia di far credere che la figlia sia morta e non in coma, decide di vendicarsi, aiutato dal fidanzato della ragazza.
Per potersi vendicare, però, Ruslan dovrà riallacciare i suoi vecchi rapporti coi mafiosi russi e ritornare alle sue vecchie abitudini. Scoperto il mandante dell'aggressione, ovvero il padre del fidanzato, Ruslan lo uccide eliminando anche il resto della banda mafiosa. I due sposi finalmente convolano a nozze e, nel finale, Ruslan riceve una telefonata dalla figlia che felice lo informa che i due sono appena tornati dal meritato viaggio di nozze.